# Ignaz Rösler
Ignaz Rösler šlechtic von Ehrenstahl (1. srpna 1765 Mikulášovice – 12. února 1837 Mikulášovice) byl mikulášovický továrník, zakladatel nožířského průmyslu v Mikulášovicích.

## Počátky podnikání
Ignaz Rösler se narodil v horních Mikulášovicích v domku čp. 75 (zbořen v 50. letech 20. století, stával na místě dnešní čerpací stanice). Navštěvoval školu v blízkém městě Sebnitz a později se vyučil kupcem v dolnolužickém Altdöbernu. Po vyučení se živil prodejem různého zboží (v této době pobýval mj. ve Vídni), v roce 1794 se začal věnovat broušení nožů a skalpelů. Zpočátku sám výrobě příliš nerozuměl, chyběly mu teoretické základy i praktické znalosti z oboru, podle všeho si nevedl úspěšně ani jako podnikatel. Od začátku mu proto pomáhali najatí brusiči. Nožířské výrobky se však dobře prodávaly, proto Rösler již následujícího roku 1795 rozšířil svou výrobu. Přesídlil do vodního mlýna v Leopoldce (místní část Velkého Šenova), kde nože opracovával na vodních brusech. Kvůli opakovaným výkyvům ve stavu vody však tato brusírna příliš nevyhovovala. Ignaz Rösler proto roku 1798 zakoupil v blízkém Vilémově dům čp. 83 se samostatným vodním náhonem za cenu 395 tolarů. Dům upravil na nožířskou dílnu; v přízemí byl umístěn velký brusný kámen, který sloužil k hrubému opracování, v patře domu byla umístěna brusírna. Rösler dům brzy prodal jednomu ze svých brusičů Jacobu Hampelovi.
Rösler se v této době dopustil několika neuvážených investic, na druhou stranu se však jeho podnikání pomalu rozvíjelo. Jako velký problém se objevil i nedostatek vhodného materiálu. Litá ocel z c. k. oceláren a železáren ve štýrském Eisenerzu byla sice levnější než anglická, nedosahovala však jejích kvalit. Největší poptávka byla po nožích s rohovinovou rukojetí, Röslerovým zaměstnancům však chyběly zkušenosti s jejich výrobou. I přes mnohé neúspěchy a nezkušenost se Röslerovi podařilo na konci 18. století nastartovat nožířskou výrobu a položit základy k vlastní továrně. Na cestě k úspěchu mu významně pomohl vilémovský kovář Anton Weber, se kterým od roku 1799 spolupracoval.

## Tovární výroba

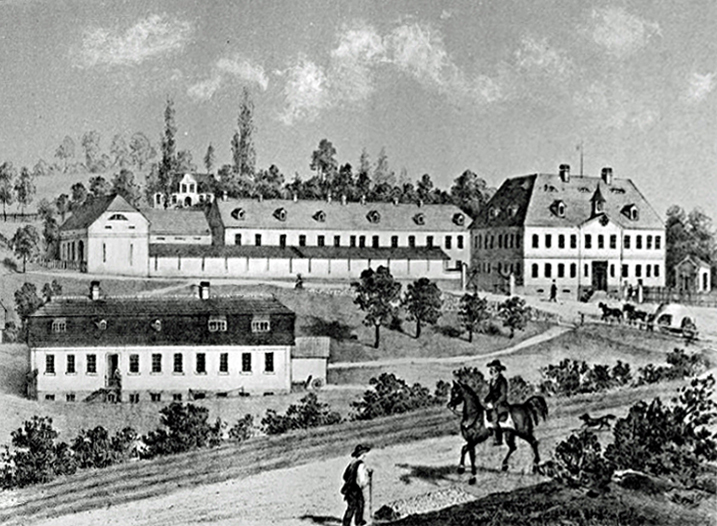
Röslerův zámeček čp. 442 s továrnou (kolem roku 1850)

Ignaz Rösler byl velmi činorodým podnikatelem a zasahoval i do dalších oborů. Kromě výroby a prodeje nožířských a dalších kovodělných výrobků obchodoval s polskými lihovinami, vzácným dřevem, rohovinou, obilím, technickými plodinami a textilními výrobky různého druhu. Již před rokem 1800 vlastnil se společníkem Jacobem Liesnerem továrnu na hedvábné stuhy v domě čp. 442 v Mikulášovicích. Rösler se však se svým společníkem nepohodl a oba se ve zlém rozešli. Za 9 000 zlatých vykoupil Liesnerův podíl, a protože dílna ve Vilémově byla příliš malá, přesunul výrobu do Mikulášovic. Nevyužívanou stodolu roku 1802 přestavěl na kovárnu s dvěma výhněmi.
Napoleonské války zasáhly i do Röslerova života. V roce 1809 byl v hodnosti nadporučíka jmenován velitelem setniny 5. zeměbraneckého pluku, tuto setnitu financoval z vlastních prostředků. V době Röslerovy nepřítomnosti řídil podnik synovec Josef Emanuel Fischer (1787–1866), syn jeho sestry Terezie Fischerové. (Protože se oba Röslerovi potomci nedožili dospělosti, vychovával Fischera od roku 1800 jako svého nástupce.)
Röslerova továrna se rychle rozšiřovala; v roce 1811 získala název C. k. privátní továrna na jemné ocelové zboží a výrobu hlaviček k dýmkám (později přejmenována na Továrnu na ocelové a norimberské zboží). V témže roce měla 92 zaměstnanců, roku 1819 jich měla kolem 200. Kromě vlastních nožů různého druhu vyráběl i tzv. norimberské zboží (pilníky, brousky, srpy, kosy a další), hlavičky k dýmkám a sáčky na tabák. Vedle mateřského závodu v dolních Mikulášovicích vyrostly také pobočky ve Vídni a v Brně. Roku 1815 se rozhodl Ignaz Rösler odejít na odpočinek. Podnik svěřil Josefu Emanuelu Fischerovi, jako společníky určil další tři synovce Franze Fischera, Josefa Röslera a Aloise Röslera, sám si přitom ovšem ponechal právo spolurozhodovat.

## Podzim života
I po odchodu do penze byl Ignaz Rösler ve svém podniku činný. Na jeho popud byl v letech 1817–1818 původní a kapacitou již nevyhovující starý tovární dům přestavěn na reprezentativní empírovou dvoukřídlou budovu, která dodnes nese v portálu iniciály svého zakladatele. Ve štítu budovy byl umístěn Röslerův znak (odstraněn při přestavbě v 70. letech 20. století). Roku 1819 byl Ignaz Rösler spolu s Josefem Emanuelem Fischerem povýšen do šlechtického stavu a získal přídomek „Edler von Ehrenstahl“. S ubývajícími silami a zhoršujícím se zdravím se věnoval podnikání stále méně; operace ucha a prodělaná mrtvice se velmi neblaze podepsaly na jeho duševním zdraví. Zbytek života dožil na svém „zámečku“ v Mikulášovicích. Pohřben byl u zdi kostela svatého Mikuláše v Mikulášovicích. Jeho náhrobek je dílem saského dvorního sochaře Franze Pettricha (1770–1844).

## Význam
Ignaz Rösler výrazně ovlivnil průmyslovou výrobu ve svém rodném městě. Původně manufakturní nožířství soustředil do první továrny zpracovávající ocel a mnozí z jeho zaměstnanců či učňů v průběhu 19. století založili vlastní nožířské dílny a továrny. Mikulášovice se tak staly jedním z nejvýznamnějších center nožířství rakouské a později rakousko-uherské monarchie a získaly právem přezdívku „český Solingen“. Na tradici Röslerovy továrny dnes navazuje podnik Mikov s. r. o.

## Galerie

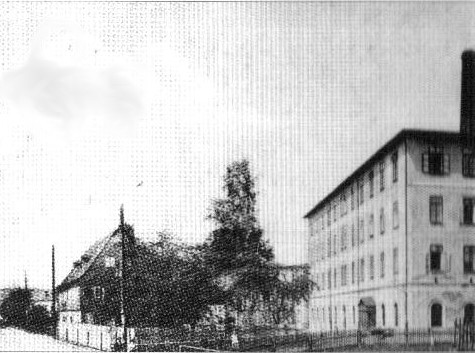
Rodný dům Ignaze Röslera, Mikulášovice čp. 75
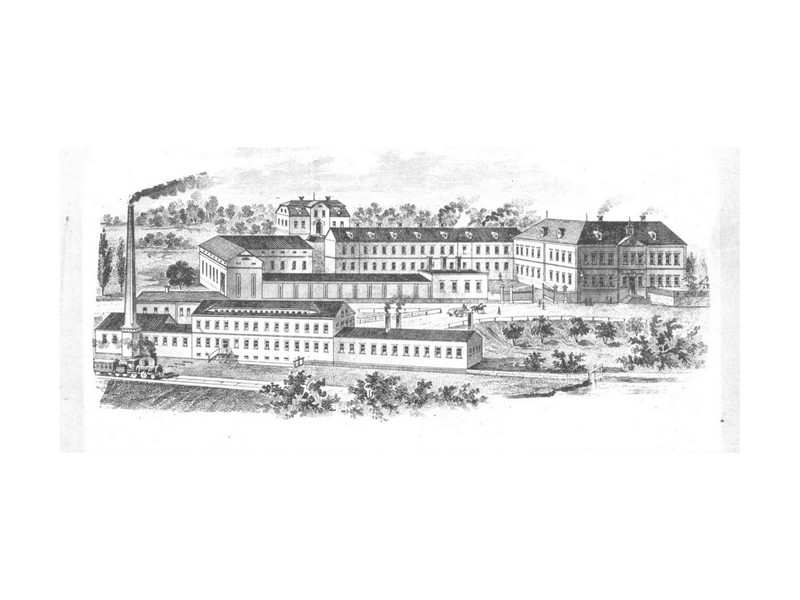
Továrna Ignaze Röslera (19. století)
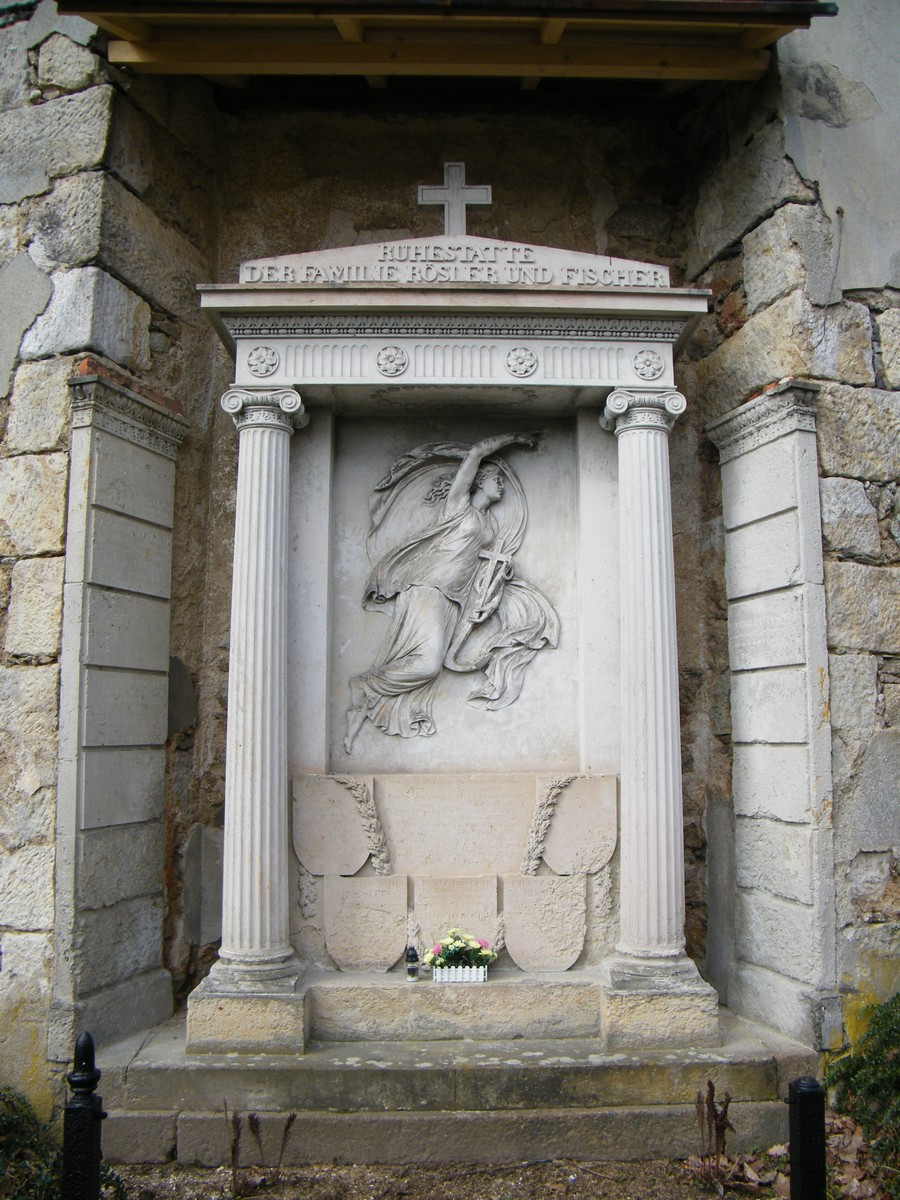
Hrob Ignaze Röslera na boku kostela svatého Mikuláše v Mikulášovicích